# Paola Borboni
Paola Borboni (ur. 1 stycznia 1900, zm. 9 kwietnia 1995) – włoska aktorka filmowa.

## Filmografia
- Jacopo Ortis (1918)
- Łatwiej wielbłądowi... (1951)
- Na peryferiach stolicy (1952)
- Wałkonie (1953)
- Rzymskie wakacje (1953)
- Sprawa Maurizuisa (1953)
- Zazdrość (1953)
- Pani niewiniątko (1954)
- Liceum (1954)
- Rycerze królowej (1954)
- Miłość w środku stulecia (1954)
- Złoto Rzymu (1961)
- Panowie z kompleksami (1965)
- Dziewica dla księcia (1966)
- Arabella (1967)
- Kiedy kobiety miały ogony (1970)
- Za otrzymaną łaskę (1971)
- Klatka szaleńców 2 (1980)
- Cicciabomba (1982)
- Blue Dolphin (1990)